# Całun z Manoppello

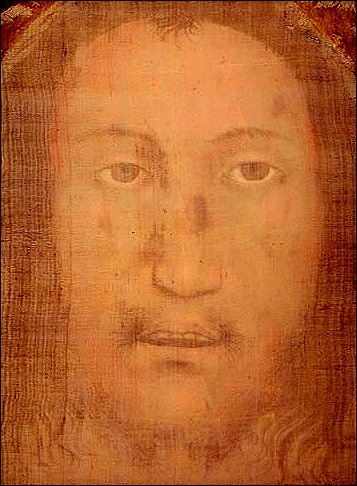
Święte Oblicze – całun z Manoppello

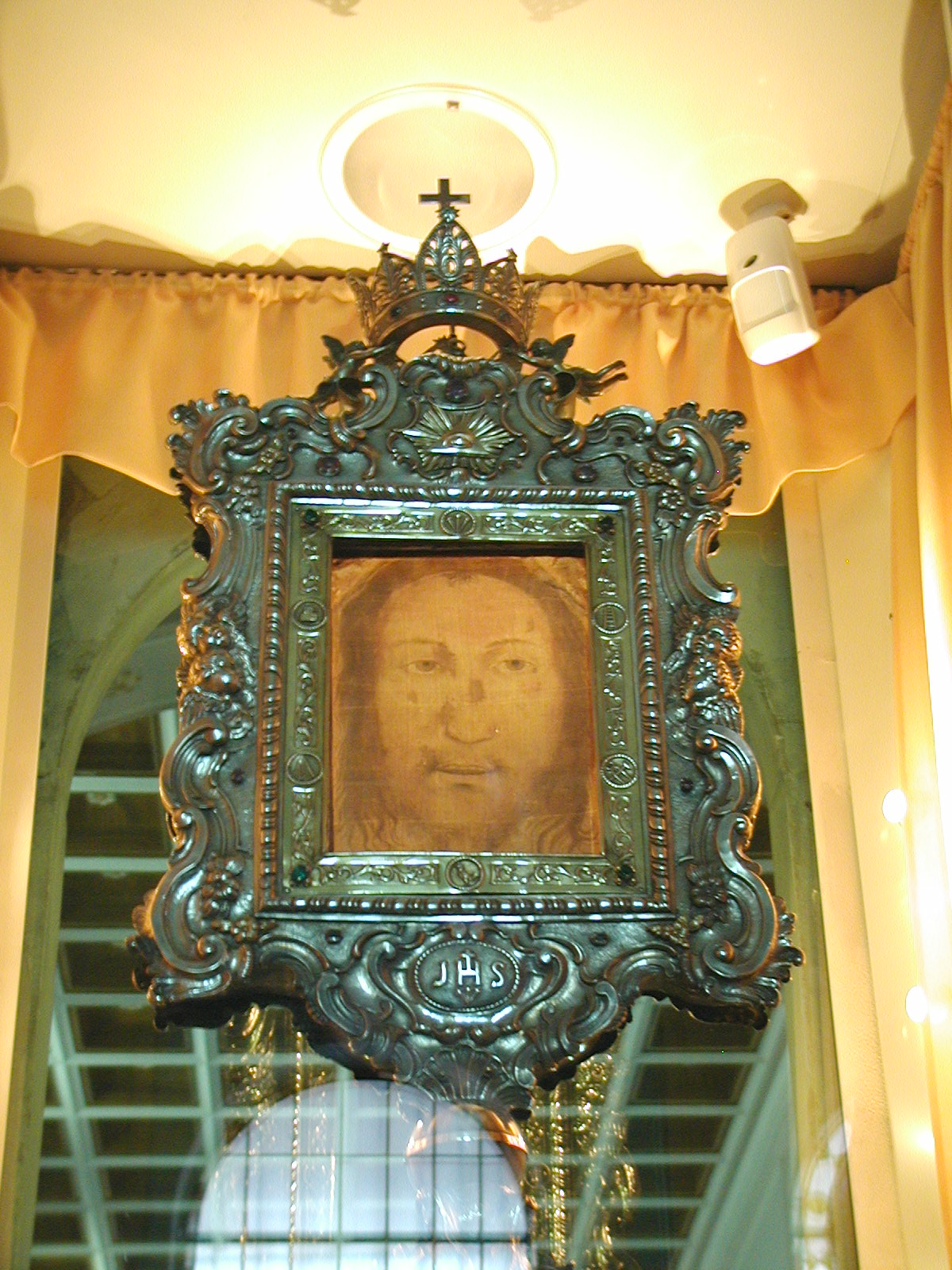
Relikwiarz z całunem z Manoppello

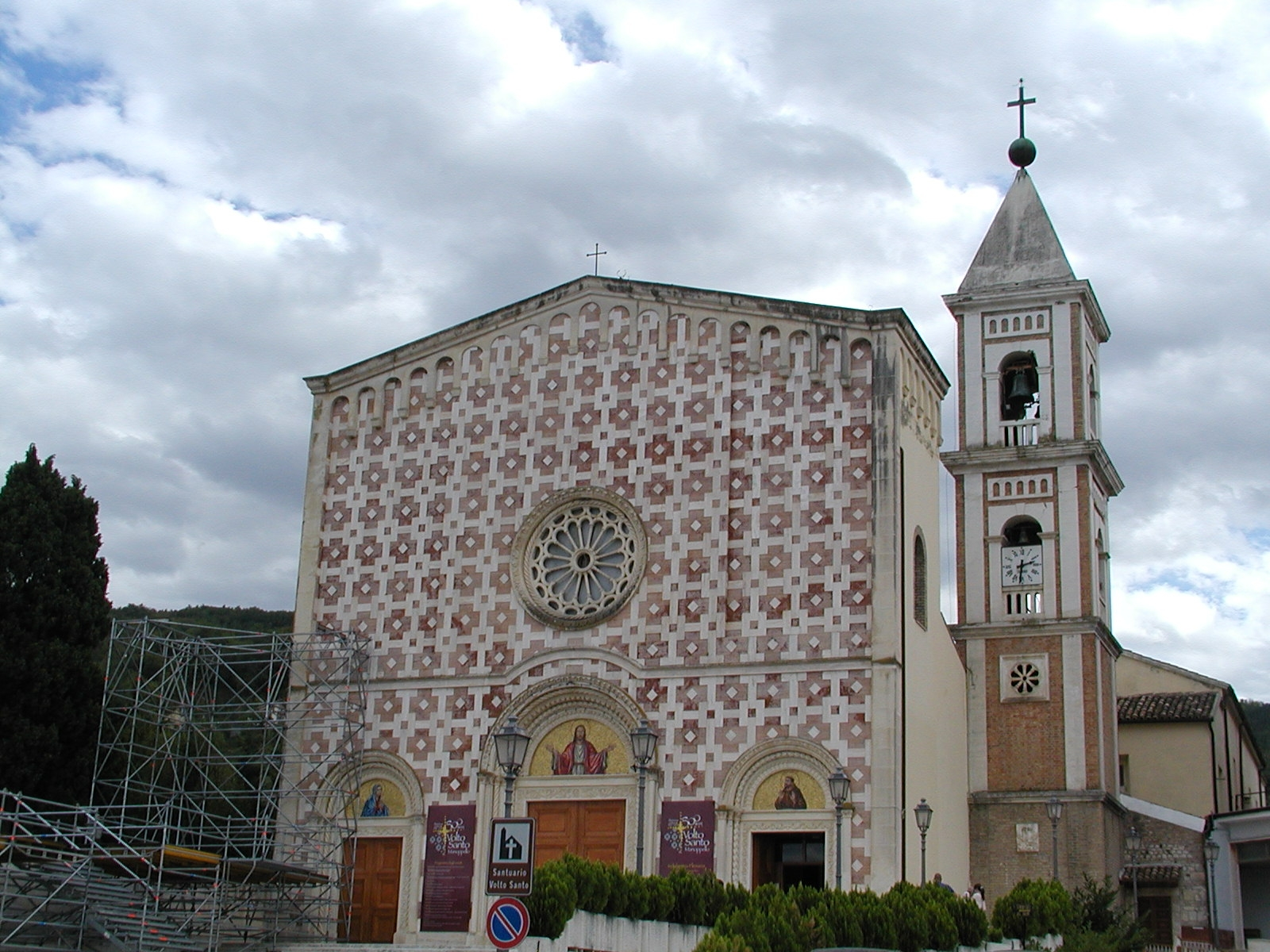
Il Santuario del Volto Santo w Manoppello, gdzie przechowywana jest relikwia

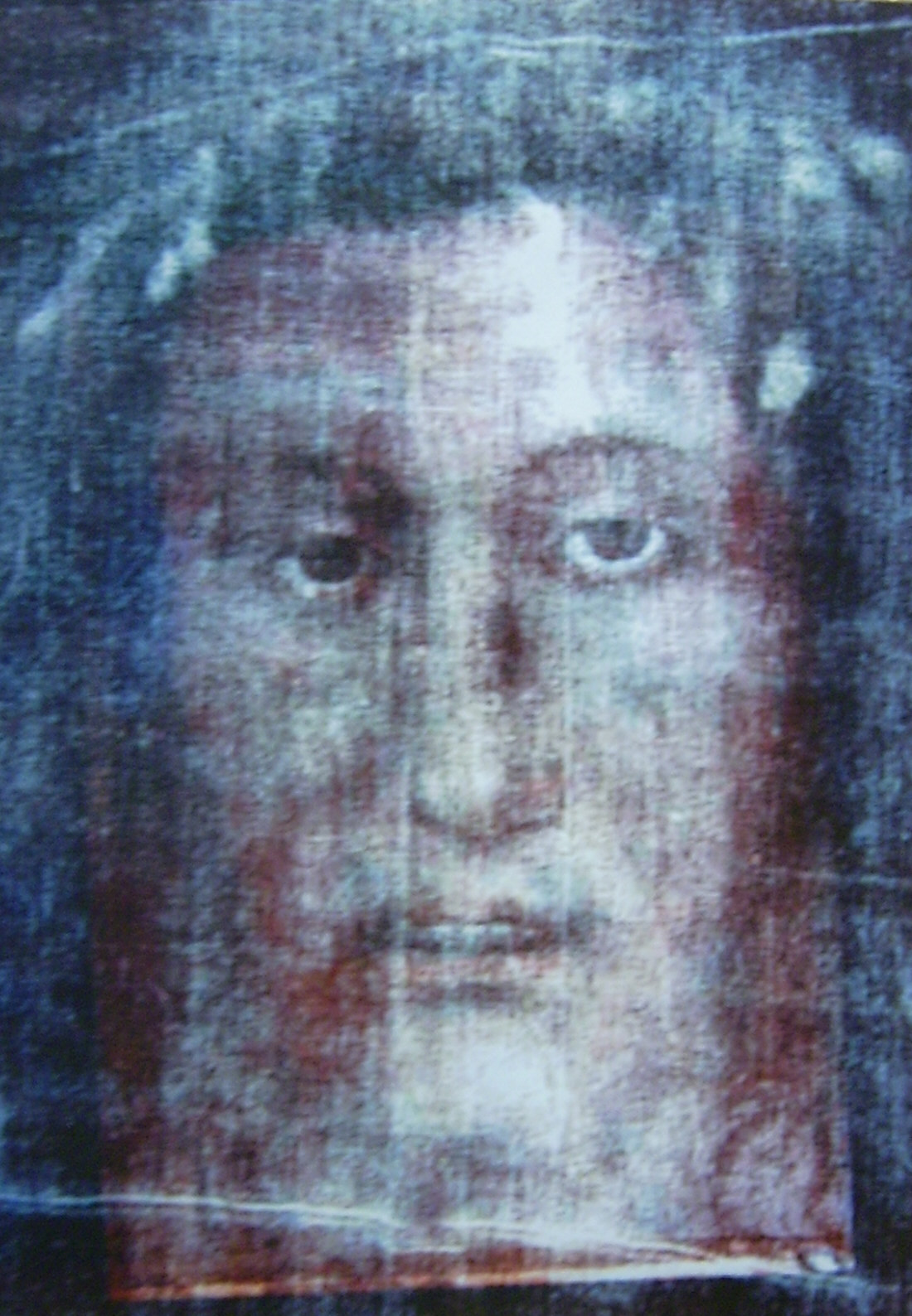
Efekt nałożenia na siebie wizerunku Całunu Turyńskiego i Całunu z Manoppello. Zgadzają się nie tylko proporcje twarzy, ale i ślady zranień

Całun z Manoppello (wł. Volto Santo di Manoppello) – relikwia chrześcijańska, która znajduje się w sanktuarium w miasteczku Manoppello we Włoszech. Na tkaninie uwieczniony jest wizerunek, uważany za twarz Jezusa Chrystusa.

## Opis całunu
Volto Santo, co po włosku znaczy Święte Oblicze, jest tkaniną o wymiarach 17 cm (szerokość) × 24 cm (długość), która od 1638 roku przechowywana i wystawiana jest w kapucyńskim kościele Sanctuario di Volto Santo w obustronnie oszklonej monstrancji (obraz jest przezroczysty).
Wizerunek znajduje się na bisiorze, a puste miejsca między włóknami wypełnione są skrobią, co nadaje tkaninie żółtawy odcień i sprawia, iż jest ona półprzezroczysta. Dokładny sposób powstania wizerunku nie został dotychczas określony, podobnie jak wiek całunu.

## Historia
Całun z Manoppello jest uważany za oryginał chusty św. Weroniki lub (konkurencyjnie z chustą z Oviedo) za chustę, którą (zgodnie z opisem ewangelicznym) owinięto głowę Jezusa z Nazaretu po ukrzyżowaniu.
W VI w. była nazywana Chustą z Kamulii, gdyż przechowywano ją w tym kapadockim mieście. W 574 została przeniesiona do Konstantynopola. Pełniła funkcję cesarskiej chorągwi, która pomagała odnosić zwycięstwa w bitwach.

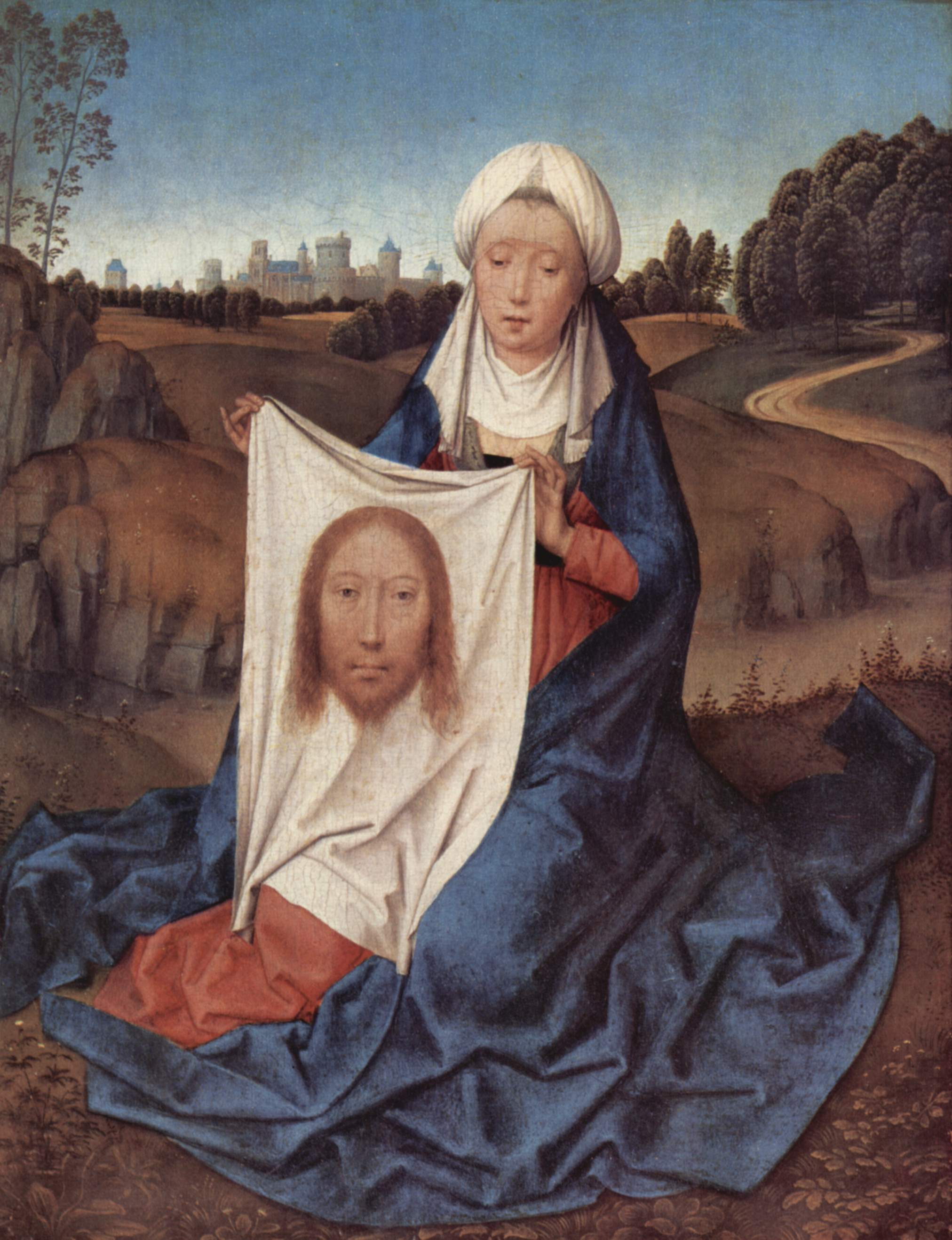
Obraz Hansa Memlinga przedstawiający św. Weronikę z veraiconem

W 705 patriarcha Konstantynopola Kallinik I przekazał relikwię w bezpieczne miejsce, do bazyliki św. Piotra w Rzymie, na ręce papieża Jana VII. Chustę w kaplicy św. Weroniki na Watykanie widzieli i opisywali ją m.in. Francesco Petrarka, Dante Alighieri czy św. Brygida Szwedzka. W 1208 papież Innocenty III wprowadził zwyczaj dorocznej procesji ulicami Rzymu z cudownym wizerunkiem.
To właśnie w Rzymie do chusty przylgnęła nazwa Weronika, od łac. vera (prawdziwy) i gr. eikon (obraz).
Oryginał miał zostać wywieziony z Rzymu podczas Sacco di Roma w 1527 r. W bazylice św. Piotra w Rzymie została kopia.
Kopia całunu różniła się od oryginału, miała zamknięte oczy i przedstawiała martwą twarz. Dlatego po 1620 r. w chrześcijańskiej ikonografii nastąpiła prawdziwa rewolucja: zamiast żywego Jezusa z otwartymi oczami zaczęto przedstawiać go z zamkniętymi oczami.
Świeccy badacze zgodni są co do tego, iż wizerunek twarzy z całunu z Manoppello został wykonany przez artystę zgodnie z kanonem malarstwa sakralnego obowiązującym w czasach od późnego średniowiecza do renesansu.

## Podobieństwo z Całunem Turyńskim
Według siostry zakonnej Blandiny Paschalis Schlömer, badającej chustę z Manoppello, Całun Turyński ma taki sam układ ran i proporcji twarzy, co całun z Manoppello.
Różnica między wizerunkami wynika z tego, że:
- Całun Turyński przedstawia osobę martwą, a Całun z Manoppello – żywą.
- Całun Turyński przedstawia negatyw, a Całun z Manoppello – pozytyw.

Ks. Andreas Resch z Papieskiego Uniwersytetu Laterańskiego, zestawiając oba wizerunki za pomocą wysokiej rozdzielczości fotograficznych powiększeń, doszedł do wniosku, że „oblicza obu Całunów wykazują stuprocentową zgodność, która wyklucza jakąkolwiek przypadkowość”, a „podobieństwo to dowodzi, iż mamy do czynienia z odbiciem oblicza tej samej osoby”.

### Objawienia Marii Valtorty
22 lutego 1944 włoska mistyczka Maria Valtorta zapisała słowa, które miał wypowiedzieć do niej Jezus:

„Chusta Weroniki jest cierniem tkwiącym w duszy sceptycznej. Wy, letni i chwiejni w wierze, którzy kroczycie naprzód dzięki swym ścisłym badaniom, wy, racjonaliści – porównajcie Chustę z Całunem. Na pierwszej widnieje Oblicze Żyjącego, na drugim – Zmarłego. Lecz długość, szerokość, cechy somatyczne, kształt, właściwości są takie same. Połóżcie płótna jedno na drugim, a zobaczycie, że się pokrywają. To ja jestem. Ja, który wam chciałem pokazać, kim byłem i czym dla was z miłości się stałem. Gdybyście nie należeli do zatraconych, do ślepych, te dwa płótna wystarczyłyby wam, by przywieść was do miłości, do żalu, do Boga”.

Ks. Andreas Resch tak komentował te słowa: „W tamtych czasach jeszcze nikt nie myślał o ewentualnych podobieństwach między tymi dwoma wizerunkami. Współczesne badania każą zaliczyć tę wypowiedź do kategorii poznania paranormalnego i doświadczenia mistycznego”.

## Kult całunu
Kościół katolicki oficjalnie nie wypowiadał się na temat Całunu, ponieważ traktuje historię jej pochodzenia jako element żywej tradycji, podobnie jak w przypadku innych relikwii chrześcijańskich. Badania naukowe i historyczne pozostawia naukowcom.
Benedykt XVI odwiedził sanktuarium Volto Santo w Manoppello w dniu 1 września 2006 – była to pierwsza wizyta papieska w tym miejscu. Co roku do Manoppello przybywają setki tysięcy pielgrzymów z całego świata.